# Josef Mooren
Josef Mooren (* 26. August 1885 in Kleve; † 14. September 1987 ebenda) war ein deutscher Landschaftsmaler sowie Restaurator und Kirchenmaler.

## Leben
Nach der Schule, 1899, ging Mooren, ältestes von vier Kindern des Landbriefträgers Johann Mooren, in eine Bildhauerlehre bei Karl Pelzer in Kleve. Von 1902 bis 1914 ließ er sich von Heinrich Lamers in Kleve zum Kirchen- und Dekorationsmaler ausbilden. Im Ersten Weltkrieg wurde er als Soldat in Frankreich durch eine Gewehrkugel, die ihm den Kiefer und beide Wangen durchschlug, versehrt. 1919 heiratete er Maria Trepmann aus Kleve. Das Paar bekam drei Kinder. Seit 1925 trat Mooren als Landschaftsmaler mit Motiven vom Niederrhein und aus den Niederlanden in Erscheinung. Zusammen mit Walther Brüx, Hanns Lamers, Achilles Moortgat, Albert Reibmayr und anderen gründete er in den 1930er Jahren die Künstlergilde Profil. Auch dem aus ihr hervorgegangenen Niederrheinischen Künstlerbund gehörte er an. Mit Reibmayr betrieb er zeitweise eine gemeinsame Kunsthandlung in der Haagschen Straße in Kleve.